# Parallelia acutissima
Parallelia acutissima là một loài bướm đêm trong họ Erebidae.